# Andrea Zafferani
Andrea Zafferani, né le 19 décembre 1982 à Saint-Marin, est un homme politique de Saint-Marin.

## Biographie
Titulaire d'un doctorat en économie et gestion ainsi que d'un diplôme d'économie politique, il travaille pour la banque centrale.
Appartenant à l'Alliance populaire, il est membre du conseil municipal de Serravalle de décembre 2003 à mai 2005.
Membre du Grand Conseil général en 2007, il est désigné le 9 septembre 2010 par son groupe politique comme capitaine-régent, fonction qu'il exerce conjointement avec Giovanni Francesco Ugolini du 1er octobre 2010 au 1er avril 2011.
En juillet 2012, il est l'un des fondateurs du Mouvement civique 10, formation de gauche écologiste.
À la suite des élections législatives de 2016, la coalition Adesso.sm formée par la Gauche unie, le Mouvement civique 10 et République du futur remporte la majorité absolue au Grand Conseil général. Le 27 décembre suivant, Andrea Zafferani est nommé secrétaire d'État à l'Industrie et au Commerce dans le nouveau gouvernement.